# Solar and Heliospheric Observatory
A Solar and Heliospheric Observatory (SOHO, "Observatório Solar e Heliosférico") é uma sonda espacial não-tripulada da Agência Espacial Europeia (ESA) e da NASA. Foi lançada em dezembro de 1995, com a finalidade de estudar o Sol.
Apesar dos inúmeros problemas que a sonda tem passado e de ter em muito ultrapassado sua vida útil inicial, a sonda continua operando, enviando para a Terra informações sobre a atividade do Sol.

## Instrumentos
A sonda SOHO transporta 12 intrumentos principais, cada um capaz de realizar observações independentes do Sol. São eles:
- Global Oscillations at Low Frequencies (GOLF)
- Variability of Solar Irradiance (VIRGO)
- Michelson Doppler Imager (MDI)
- Solar UV Measurement of Emitted radiation (SUMER)
- Coronial Diagnostic Spectrometer (CDS)
- Extreme UV Imaging Telescope (EIT)
- UV Coronagraph and Spectrometer (UVCS)
- Large Angle Spectrometer Coronagraph (LASCO)
- Solar Wind Anisotropies (SWAN)
- Charge, Element, Isotope Analysis (CELIAS)
- Suprathermal & Energetic Particle Analyser (COSTEP)
- Energetic Particle Analyser (ERNE)